# バーニー・ウォーレル
バーニー・ウォーレル（Bernie Worrell、1944年4月19日 - 2016年6月24日）は、アメリカ合衆国のミュージシャンでキーボーディスト、オルガニスト、アレンジャー。ニュージャージー州ロングブランチ生まれ、ニュージャージー州プレインフィールド育ち。Pファンク主要メンバーの一人。

## 来歴
バーニーはトラック運転手の父と、教会で歌う歌手で家政婦の母の子として生まれた。3歳からピアノを習い、4歳で初めてのコンサートを行い、8歳でピアノ協奏曲を自作し、10歳でワシントン・シンフォニー・オーケストラと共演するなど早熟・天才として知られ、また絶対音感の持ち主であった。8歳でニュージャージー州プレインフィールドに移住した。プレインフィールドでは母の目を盗んでジョージ・クリントンの床屋に通い、ジョージとザ・パーラメンツのために譜面を読み書きしてあげたりしていたという。高校卒業後ジュリアード音楽院でプライベートレッスンを受けた後、アメリカ名門音楽院の一つであるニューイングランド音楽院に進学し、クラシック音楽を学んだ。同院在学中にバーニーは、ナイトクラブでR&Bやジャズも演奏し、またチュビー&ザ・ターンパイクス (Chubby & The Turnpikes) というグループで演奏した。このグループは後のタヴァレス (Tavares) である。同院卒業後はソウル歌手マキシン・ブラウン (Maxine Brown) のバンドリーダーを約5年間務めた。1969年ジョージ・クリントンに勧誘され、ジョージ率いるファンク・ロックバンド、ファンカデリックのファースト・アルバム『ファンカデリック Funkadelic 』の録音に参加した。そして1970年発表のファンカデリックのセカンド・アルバム『フリー・ユア・マインド Free Your MInd...And Your Ass Will Follow 』から正式にバンドのメンバーとしてクレジットされるようになった。またファンカデリックと同じメンバーからなる別名のファンクグループ「パーラメント」においてもキーボーディストとして活躍した。このファンカデリックおよびパーラメントの作る音楽をPファンクと呼ぶ。
バーニーはPファンクにおいて、ピアノ、ハモンドオルガン、モーグ・シンセサイザーを駆使し、まさに革新的・独創的な音作りを行った。その他シンセサイザーによるストリングアレンジその他Pファンクの音作りの根底を築いた。その他、Pファンクの周辺グループであるブーツィーズ・ラバー・バンドやブライズ・オブ・ファンケンシュタインにも参加し、メンバーの出入りの激しいPファンク軍団において最初から最後まで参加した、最も重要な中心人物である。
1980年代に入るとPファンクの活動は急速に収束した。バーニーは1980年代にトーキング・ヘッズの準メンバーとして活躍した他、スライ&ロビー、プリテンダーズ、キース・リチャーズ、ジャック・ブルース等、数多くのミュージシャンと共演、客演し、非常に数多くのアルバムを残している。1990年にはキース・リチャーズ、デヴィッド・バーン、ハービー・ハンコック等をゲストに迎えたソロ・アルバム『ファンク・オブ・エイジズ』を発表し、それを機にソロ活動も継続的に行うようになった。2004年には、ベーシストのレス・クレイプール、ギタリストのバケットヘッド、ドラマーのブライアン・マンティアとコロネル・クレイプール・バケット・オブ・バーニー・ブレインズを結成し、アルバムを発表している。
1992年には日本のシンガー、NOKKOのアルバム『Hallelujah』に参加、バーニーのレコーディングには若いエンジニアがこぞって見学に来たとNOKKOがインタビューで明かしている。
2016年6月16日、ステージ4の肺癌であることがバーニーの妻を通じてアナウンスされた。2016年6月24日、肺がんで逝去。72歳没。

## ディスコグラフィ

### ソロ・アルバム
- 『オール・ザ・ウー・イン・ザ・ワールド』 - All the Woo in the World (1978年、Arista Records)
- 『ファンク・オブ・エイジズ』 - Funk of Ages (1990年、Gramavision)
- 『ブラックトロニック・サイエンス』 - Blacktronic Science (1993年、Gramavision)
- 『ジ・アザー・サイド』 - Pieces of Woo: The Other Side (1993年、CMP Records)
- 『フリー・エージェント』 - Free Agent: A Space Odyssey (1997年、Black Arc)
- 『インプロビザリオ』 - Improvisczario (2007年、Godforsaken Music)
- Standards (2011年)
- 『エレヴェーション』 - Elevation: The Upper Air (2013年、M.O.D. Technologies)
- Retrospectives (2016年、PurpleWOO Productions)

### コロネル・クレイプール・バケット・オブ・バーニー・ブレインズ
- The Big Eyeball in the Sky (2004年、Prawn Song Records)

### その他の代表的参加アルバム
トーキング・ヘッズ
- The Name of This Band Is Talking Heads (1982年、Sire Records)
- 『スピーキング・イン・タングス』 - Speaking In Tangs (1983年、Sire Records)
- 『ストップ・メイキング・センス』 - Stop Making Sense (1984年、Sire Records)

プリテンダーズ
- 『ゲット・クロース』 - Get Close (1986年、Real Records)

キース・リチャーズ
- 『トーク・イズ・チープ』 - Talk Is Cheap (1988年、Virgin Records)

ジャック・ブルース
- 『クエスチョン・オブ・タイム』 - A Question of Time (1989年、Epic Records)
- 『シティーズ・オブ・ザ・ハート〜ライヴ1993』 - Cities of the Heart (1994年、CMP Records)
- 『モンクジャック』 - Monkjack (1995年、CMP Records)

奥田民生
- 『29』 (1995年、SME Records)
- 『FAILBOX』 (1997年、SME Records)

バディ・ガイ
- 『ブリング・エム・イン』 - Bring 'Em In (2005年、Silvertone Records)